# Медісон Вайт
Медісон Вайт (англ. Madison Whyte; нар. 17 квітня 2004) — американська легкоатлетка, яка спеціалізується у бігу на короткі дистанції.

## Спортивні досягнення
Чемпіонка світу серед юніорів (2022) у змішаному естафетному бігу 4×400 метрів та в естафетному бігу 4×400 метрів серед жінок (виступала в забігу).